# Glen Hope
Glen Hope es un borough ubicado en el condado de Clearfield en el estado estadounidense de Pensilvania. En el año 2000 tenía una población de 149 habitantes y una densidad poblacional de 28 personas por km².

## Geografía
Glen Hope se encuentra ubicado en las coordenadas 40°47′56″N 78°30′1″O / 40.79889, -78.50028.

## Demografía
Según la Oficina del Censo en 2000 los ingresos medios por hogar en la localidad eran de $35,625 y los ingresos medios por familia eran $42,500. Los hombres tenían unos ingresos medios de $31,250 frente a los $31,250 para las mujeres. La renta per cápita para la localidad era de $13,321. Alrededor del 15.7% de la población estaba por debajo del umbral de pobreza.